# Parque Natural da Albufeira de Valência

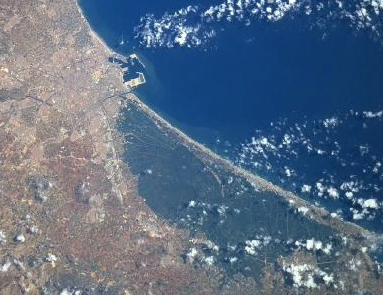
Vista de satélite da Albufera

O Parque Natural da Albufera ou Albufera (Albufera, do árabe البحيرة al-buhayra, "o pequeno mar") é um parque natural da Comunidade Valenciana (Espanha).
Também conhecido pelos romanos como Nacarum Stagnum e em alguns poemas árabes se lhe denomina Espelho do sol.
Esta paragem de 21.120 ha que foi declarada parque natural pelo governo valenciano em 23 de julho de 1986, se encontra situada a cerca de 10 km ao sul da cidade de Valencia. O parque natural compreende o sistema formado pela albufera propriamente dita, seu entorno úmido, e o cordão litoral ((em castelhano) La Devesa de El Saler) adjacente a ambos.